# Huang Yan
Huang Yan, né à Jilin en 1966, est un artiste contemporain chinois, peintre, photographe, sculpteur, et performeur. Il est connu pour ses peintures corporelles qu'il photographie parfois mises en scène dans un décor.

## Biographie
En 1987, il sort diplômé de l'académie normale de Changchun.
En 1999, sa série de peintures Paysages chinois est repéré par Feng Boyi et Ai Weiwei, et plusieurs de ses tirages sont sélectionnés pour l'exposition Fuck Off à Shanghai en 2000.
Huang Yan commence sa carrière comme poète et est reconnu comme un artiste à travers l'utilisation de supports comme le corps humain, des os, des bustes de Mao Zedong, des fleurs, des instruments de musique ou encore des vieux uniformes communistes.
En 2008, il est nommé au Prix Grange de la galerie d'art d'Ontario, ce qui lui ouvre un droit de résidence au Canada. Il s'installe à Banff et paint les paysages sur son visage.
Huang Yan a également écrit plusieurs livres sur l'émergence des nouveaux artistes contemporains chinois, et est le propriétaire de sa propre galerie, Must Be Contemporary Art à Pékin.

## Son œuvre
- Paysages chinois, paysages peints sur la peau d’un corps humain, photographies, 1999

## Expositions
- 2013 : Galerie Wilms, Venlo, Pays-Bas
- 2006 : Body Scape, VIP's International Art Galleries, Rotterdam, Pays-Bas
- 2005 : 100 artistes internationaux, Casoria Contemporary Art Museum, Italie
- 2004 : Between the Past and the Future, Centre international de la photographie, New York
- 2002 : Exposition triennale de Guanghzou, Guangdong Museum of Art
- 2002 : 1st Chinese Art Triennial, Guangdong Museum of Art
- 2000 : Fuck Off, Eastlink Gallery, Shanghai
- 1998 : Le meilleur du contemporain chinois, Proud Gallery, Londres
- 1994 : Post-89, Le nouvel art de la Chine, Marlborough Gallery, Londres